# 三教寺水库
三教寺水库是中国吉林省松原市长岭县境内的一座水库，位于望海涝区闭流区，建于1973年。水库正常库容为500万立方米，集雨面积为199平方千米，海拔为213.4米。